# Колочнинське сільське поселення
Коло́чнинське сільське поселення (рос. Колочнинское сельское поселение) — сільське поселення у складі Читинського району Забайкальського краю Росії.
Адміністративний центр — село Колочне 2-е.

## Населення
Населення сільського поселення становить 995 осіб (2019; 1111 у 2010, 1143 у 2002).

## Склад
До складу сільського поселення входять:
| Населений пункт   | Населення, осіб (2002) | Населення, осіб (2010) |
| ----------------- | ---------------------- | ---------------------- |
| Колочне 1-е, село | 55                     | 43                     |
| Колочне 2-е, село | 817                    | 791                    |
| Черново, село     | 271                    | 277                    |